# Devínska Nová Ves
Devínska Nová Ves (em alemão: Thebenneudorf, Neudorf an der March; em húngaro: Devényújfalu; em croata: Devinsko Novo Selo)  é um bairro de Bratislava, capital da Eslováquia. Está situado no distrito de Bratislava IV, na região de Bratislava. Tem 24,22 km² de área e sua população em 2018 foi estimada em 16.153 habitantes.